# Sanjō Sanechika
Sanjō Sanechika (三条公親, [[[1195]] - 1263] Erro: {{japonês}}: texto da transliteração contém caractere não latino (pos 19) (ajuda)), o filho mais velho de Sanjō Kinfusa foi membro da Corte no  período Kamakura da história do Japão. Quinto líder do Ramo Sanjō do Clã Fujiwara.

## Carreira
Participou dos reinados do Imperador Go-Toba (1183 a 1198), do Imperador Tsuchimikado (1198 a 1210), do Imperador Juntoku (1210 a 1221), do Imperador Chukyo (1221), do Imperador Go-Horikawa (1221 a 1232), do Imperador Shijo (1232 a 1242), do Imperador Go-Saga (1242 a 1246), do Imperador Go-Fukakusa (1246 a 1260), do Imperador Kameyama (1260 a 1274).
Em 1203  entrou para o Kurōdodokoro e em 1205 entrou para o Konoefu (Quartel da Guarda do Palácio).
Em 1212 tornou-se Echizen Gonmori (vice-governador da Província de Echizen) e em 1217 Tosa Gonmori (vice-governador da Província de Tosa).
Em 1219 foi nomeado Chūnagon e  em 1226 Dainagon. Em 1238 foi promovido a Udaijin.
Em 1253 torna-se monge budista  em 1263 morre aos 68 anos de idade.